# Pirky
Pirky (ukr. Пірки) – wieś na Ukrainie, w obwodzie połtawskim, w rejonie połtawskim, w hromadzie Zinków. W 2001 liczyła 703 mieszkańców.